# 프리마 토레

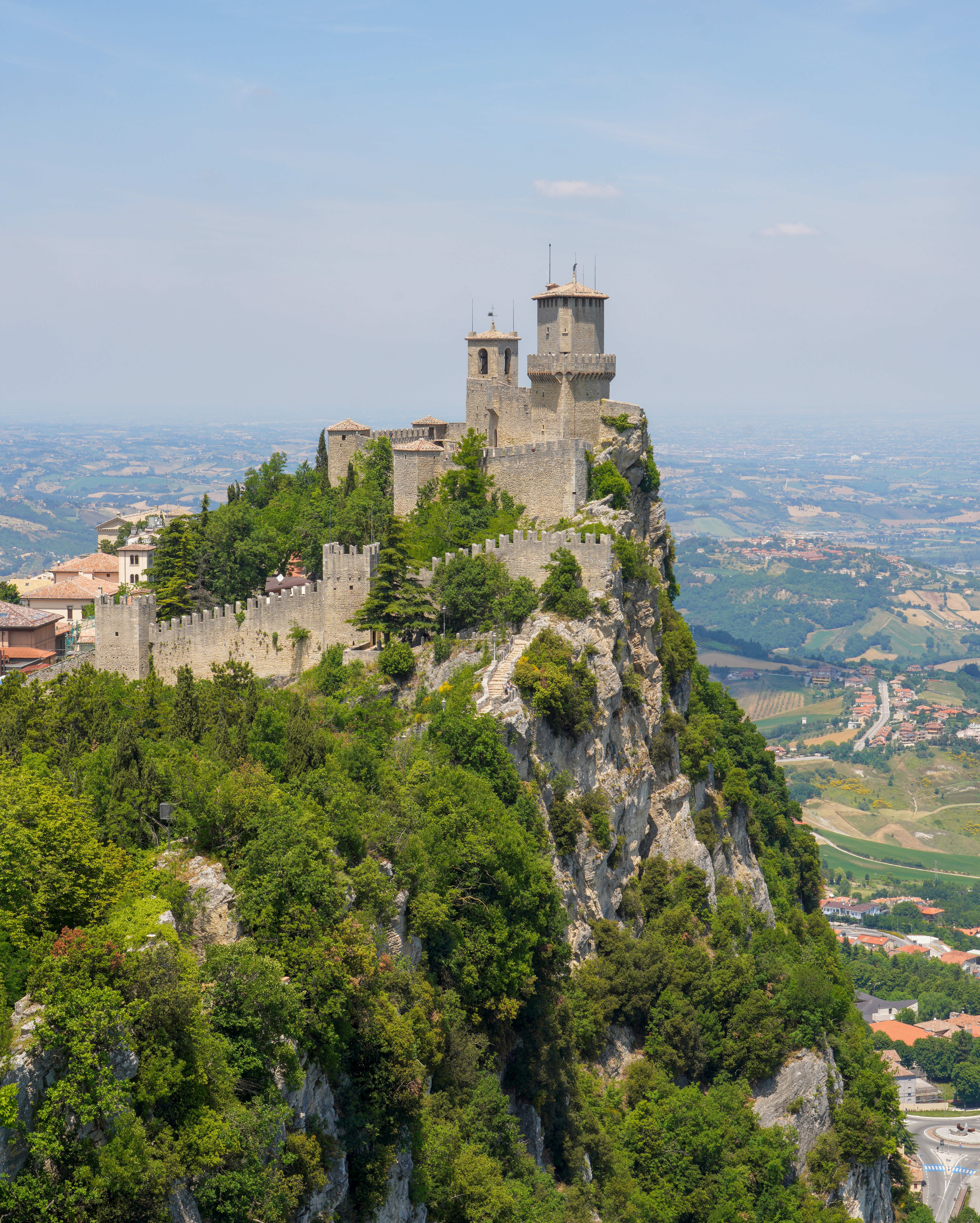
과이타

프리마 토레(Prima Torre)는 산마리노의 세 개의 탑 중 첫 번째 탑에 해당하는 탑이다. 산마리노 시에 위치한다. 과이타(Guaita), 로카(Rocca)라고 부르기도 한다.

## 같이 보기
- 산마리노의 세 개의 탑